# Allantodia amamiana
Allantodia amamiana là một loài thực vật có mạch trong họ Woodsiaceae. Loài này được (Tagawa) W.M. Chu & Z.R. He miêu tả khoa học đầu tiên năm 1999.